# Apocalypse 91... The Enemy Strikes Black
Apocalypse 91... The Enemy Strikes Black – czwarty album studyjny amerykańskiej grupy hip-hopowej Public Enemy. Ukazał się 3 października 1991 w wytwórni Def Jam Recordings. Za muzykę na całym krążku odpowiada zespół producencki The Imperial Grand Ministers of Funk.

## Lista utworów
1. "Lost at Birth"
2. "Rebirth"
3. "Nighttrain"
4. "Can't Truss It"
5. "I Don't Wanna Be Called Yo Niga"
6. "How to Kill a Radio Consultant"
7. "By the Time I Get to Arizona"
8. "Move!"
9. "1 Million Bottlebags"
10. "More News at 11"
11. "Shut 'em Down"
12. "A Letter to the New York Post"
13. "Get the Fuck Outta Dodge"
14. "Bring the Noise" (gościnnie Anthrax)

## Użyte sample
- "Lost at Birth"
  - New Birth - "Got to Get a Knutt"
  - Public Enemy - "Bring the Noise"
  - Public Enemy - "Public Enemy No. 1"
  - A Tribe Called Quest - "Can I Kick It?"
- "Rebirth"
  - James Brown - "Funky Drummer"
  - Public Enemy - "Security of the First World"
- "Nighttrain"
  - James Brown - "Night Train"
  - James Brown - "Shoot Your Shot"
  - James Brown - "Get Up, Get Into It, Get Involved"
  - Parliament - "Flash Light" by
  - Blood, Sweat and Tears - "Spinning Wheel"
  - Kool Moe Dee - "How Ya Like Me Now"
- "Can't Truss It"
  - James Brown - "Get Up, Get Into It, Get Involved"
  - George Clinton - "Atomic Dog"
  - Lafayette Afro Rock Band - "Hihache"
  - Slave - "Slide"
  - Sly and the Family Stone - "Sing a Simple Song"
  - Run-D.M.C. - "Dumb Girl"
- "I Don't Wanna Be Called Yo Niga"
  - Otis Redding - "Hard to Handle"
- "How to Kill a Radio Consultant"
  - James Brown - "Cold Sweat"
  - James Brown - "I Got Ants in My Pants"
  - Skull Snaps - "It's a New Day"
  - LL Cool J - "I Can't Live Without My Radio"
- "By the Time I Get to Arizona"
  - The Jackson Five - "Walk On/The Love You Save"
  - Mandrill - "Two Sisters of Mystery"
- "Move!"
  - Lyn Collins - "Fly Me To the Moon"
- "1 Million Bottlebags"
  - James Brown - "Make it Good to Yourself"
  - Bobby Byrd - "Hot Pants... I'm Coming, I'm Coming, I'm Coming"
  - The JB's - "Damn Right I Am Somebody"
  - Zapp - "More Bounce to the Ounce"
  - Bob James - "Take Me to the Mardi Gras"
- "Shut 'em Down"
  - 5th Dimension - "The Rainmaker"
  - James Brown - "Get Up, Get Into It, Get Involved"
  - The Isley Brothers - "Ain't I Been Good to You?" by the Isley Brothers
- "Get the Fuck Outta Dodge"
  - Sly and the Family Stone - "Sing a Simple Song"